# 帕頓 (印第安納州)
帕頓（英語：Patton）是位於美國印地安納州卡洛爾縣的一個非建制地區。該地的面積和人口皆未知。

## 地理
帕頓的座標為40°42′29″N 86°44′26″W / 40.70806°N 86.74056°W，而該地的平均海拔高度為207米（即679英尺）。